# Collaborative Planning, Forecasting and Replenishment
Collaborative Planning, Forecasting and Replenishment (CPFR, engl. Abk.), wortwörtlich gemeinsame Planung, Prognose und Bestandsführung, bezeichnet eine konsequente Weiterentwicklung des Efficient-Consumer-Response-Konzeptes mit der Grundidee der gemeinsamen Nutzung und Zusammenführung von Informationen auf Hersteller- und Handelsseite zur Distribution und im Marketing.
Ausgehend von Marktprognosen soll eine gemeinsame Planung erstellt, die Produktion und Lagerhaltung der tatsächlichen Nachfrage angepasst und Warenfluss und Verkaufsförderungsmaßnahmen aufeinander abgestimmt werden. Der Konsument soll dabei wieder im Fokus der Zusammenarbeit stehen.
CPFR unterscheidet sich vom bisherigen ECR-Konzept dadurch, dass die Verbesserungsprozesse nicht mehr einseitig durchgeführt werden können, sondern nur noch in einer echten Zusammenarbeit. Es muss der Wille bestehen, Daten nicht nur auszutauschen, sondern die Verbesserung der Datenqualität zu messen. Ein weiterer Unterschied besteht darin, dass die für eine erfolgreiche Umsetzung von ECR bisher notwendige kritische Masse nicht mehr erreicht werden muss; für den Erfolg durch CPFR reicht es für ein Handelsunternehmen aus, ohne größere Aufwendungen gemeinsam mit einem Hersteller Prognosen zu bilden. CPFR soll die ECR-Strategien nicht ersetzen, sondern die Erfahrungen nutzen und funktionierende Praktiken ergänzen, um eine neue Stufe der Zusammenarbeit zu erreichen.
Durch CPFR wird der Peitscheneffekt (bullwhip effect) in einer Wertschöpfungskette verringert.